# ボールドネシアン
ボールドネシアン（Boldnesian、1963年 - 1975年）は、アメリカ合衆国のサラブレッドの競走馬、種牡馬。競走馬時代はサンタアニタダービーを制し、その後種牡馬として活躍した。

## 経歴
母アラネシアンを所有していた馬主ウィリアム・ハギン・ペリーの生産したサラブレッドの牡馬で、そのままペリーに所有され、母と同じくジェームズ・マロニー調教師のもとに預けられて競走馬となった。
競走馬としてのボールドネシアンはデビュー戦こそ敗れたものの、その翌戦で初勝利を挙げると以後連勝を重ね、サンタアニタダービーで2着馬をハナ差破って4連勝を遂げた。しかし、その後に膝に骨片が生じたため引退を余儀なくされた。

## 種牡馬入り後
ボールドネシアンはフロリダ州のウィリアム・リード所有の牧場メアヘイヴン牧場で種牡馬となった。アメリカジョッキークラブの調べによれば、ボールドネシアンは生涯で253頭の産駒を出し、うち175頭が勝ち上がり、27頭がステークス競走勝ち馬になったとある。
代表産駒に、のちに種牡馬として成功しカナダ殿堂馬となったボールドラッカス（Bold Ruckus）がいる。ボールドラッカス以外ではジャージーダービー勝ち馬で、のちにシアトルスルーの父となったボールドリーズニング（Bold Reasoning）がいる。母の父としての影響も強く、母父としての代表産駒にはミスアレッジド（ブリーダーズカップ・ターフなど）やスカイウォーカー（ブリーダーズカップ・クラシックなど）、ローソサイエティ（アイリッシュダービーなど）などがいる。
ボールドネシアンは1975年、蹄葉炎のために安楽死の処置がとられた。

## 血統表
| ボールドネシアンの血統             | ボールドネシアンの血統                | ボールドネシアンの血統   | （血統表の出典）         | （血統表の出典） |
| 父系                               | ボールドルーラー系                    | ボールドルーラー系       | ボールドルーラー系       | [ § 2 ]          |
| 父 Bold Ruler アメリカ 黒鹿毛 1954 | 父の父Nasrullah イギリス 鹿毛 1940    | Nearco                   | Pharos                   | Pharos           |
| 父 Bold Ruler アメリカ 黒鹿毛 1954 | 父の父Nasrullah イギリス 鹿毛 1940    | Nearco                   | Nogara                   |                  |
| 父 Bold Ruler アメリカ 黒鹿毛 1954 | 父の父Nasrullah イギリス 鹿毛 1940    | Mumtaz Begum             | Blenheim                 | Blenheim         |
| 父 Bold Ruler アメリカ 黒鹿毛 1954 | 父の父Nasrullah イギリス 鹿毛 1940    | Mumtaz Begum             | Mumtaz Mahal             |                  |
| 父 Bold Ruler アメリカ 黒鹿毛 1954 | 父の母Miss Disco アメリカ 鹿毛 1944   | Discovery                | Display                  | Display          |
| 父 Bold Ruler アメリカ 黒鹿毛 1954 | 父の母Miss Disco アメリカ 鹿毛 1944   | Discovery                | Ariadne                  |                  |
| 父 Bold Ruler アメリカ 黒鹿毛 1954 | 父の母Miss Disco アメリカ 鹿毛 1944   | Outdone                  | Pompey                   | Pompey           |
| 父 Bold Ruler アメリカ 黒鹿毛 1954 | 父の母Miss Disco アメリカ 鹿毛 1944   | Outdone                  | Sweep Out                |                  |
| 母 Alanesian アメリカ 鹿毛 1954    | 母の父Polynesian アメリカ 黒鹿毛 1942 | Unbreakable              | Sickle                   | Sickle           |
| 母 Alanesian アメリカ 鹿毛 1954    | 母の父Polynesian アメリカ 黒鹿毛 1942 | Unbreakable              | Blue Glass               |                  |
| 母 Alanesian アメリカ 鹿毛 1954    | 母の父Polynesian アメリカ 黒鹿毛 1942 | Black Polly              | Polymelian               | Polymelian       |
| 母 Alanesian アメリカ 鹿毛 1954    | 母の父Polynesian アメリカ 黒鹿毛 1942 | Black Polly              | Black Queen              |                  |
| 母 Alanesian アメリカ 鹿毛 1954    | 母の母Alablue アメリカ 鹿毛 1945      | Blue Larkspur            | Black Servant            | Black Servant    |
| 母 Alanesian アメリカ 鹿毛 1954    | 母の母Alablue アメリカ 鹿毛 1945      | Blue Larkspur            | Blossom Time             |                  |
| 母 Alanesian アメリカ 鹿毛 1954    | 母の母Alablue アメリカ 鹿毛 1945      | Double Time              | Sir Gallahad             | Sir Gallahad     |
| 母 Alanesian アメリカ 鹿毛 1954    | 母の母Alablue アメリカ 鹿毛 1945      | Double Time              | Virginia L.              |                  |
| 母系(F-No.)                        | (FN:4-m)                              | (FN:4-m)                 | (FN:4-m)                 | [ § 3 ]          |
| 5代内の近親交配                    | Pompey 4x5, Phalaris 5x5              | Pompey 4x5, Phalaris 5x5 | Pompey 4x5, Phalaris 5x5 | [ § 4 ]          |
| 出典                               | 1. 2. 3. 4.                           | 1. 2. 3. 4.              | 1. 2. 3. 4.              | 1. 2. 3. 4.      |